# Malus toringoides
Malus toringoides är en rosväxtart som först beskrevs av Alfred Rehder, och fick sitt nu gällande namn av Dorothy Kate Hughes. Malus toringoides ingår i släktet aplar, och familjen rosväxter. Inga underarter finns listade i Catalogue of Life.

## Bildgalleri

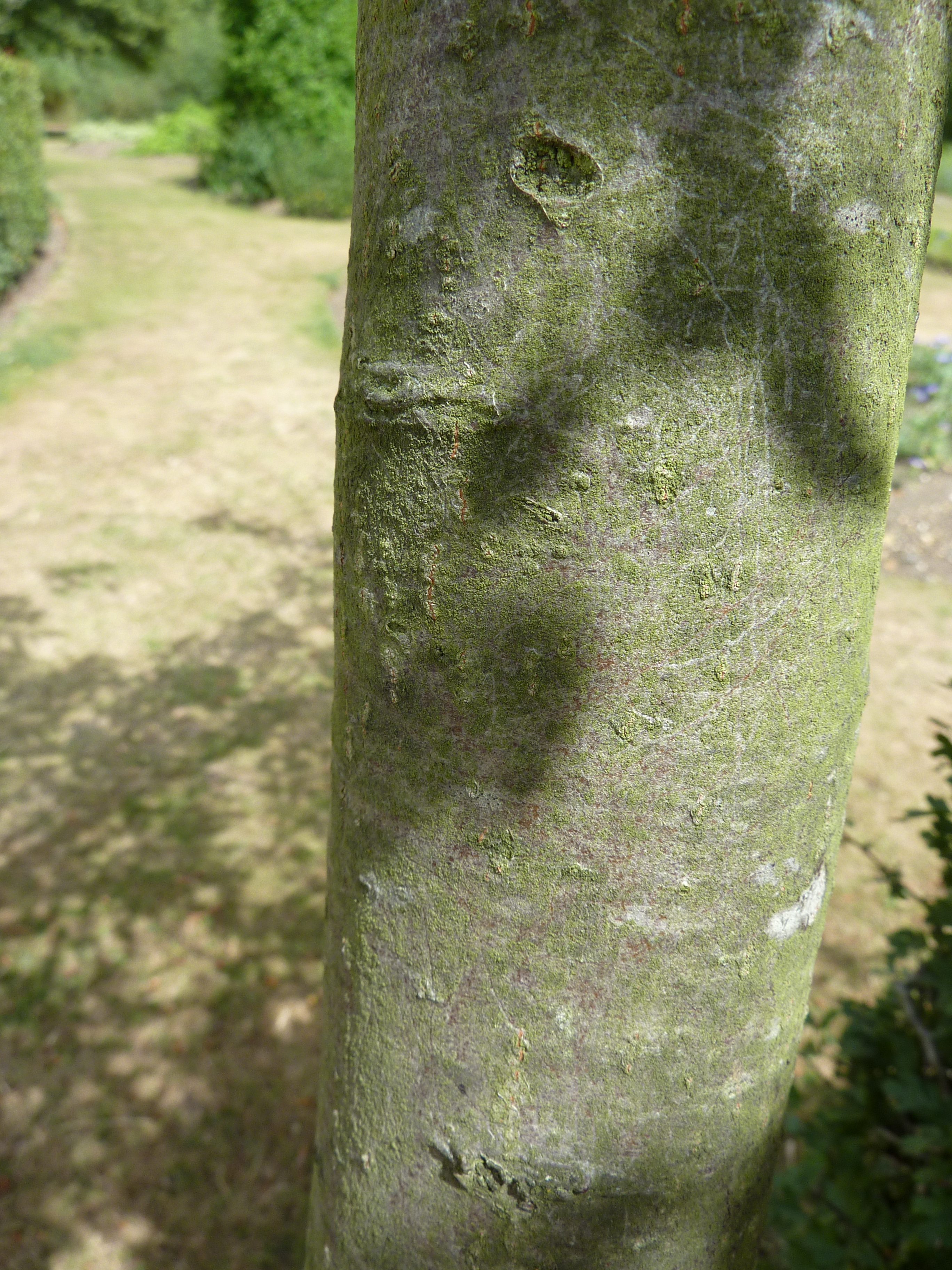
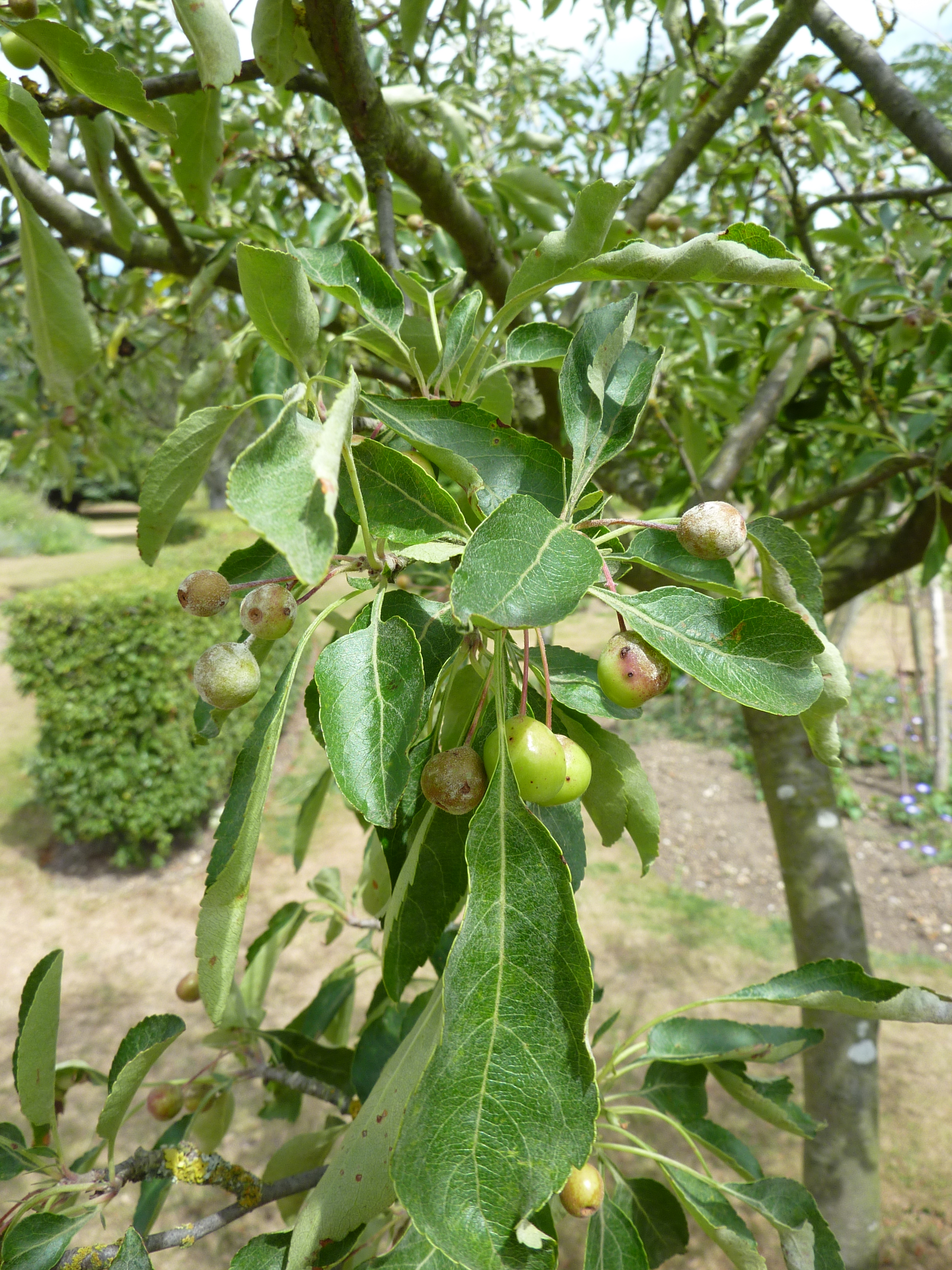
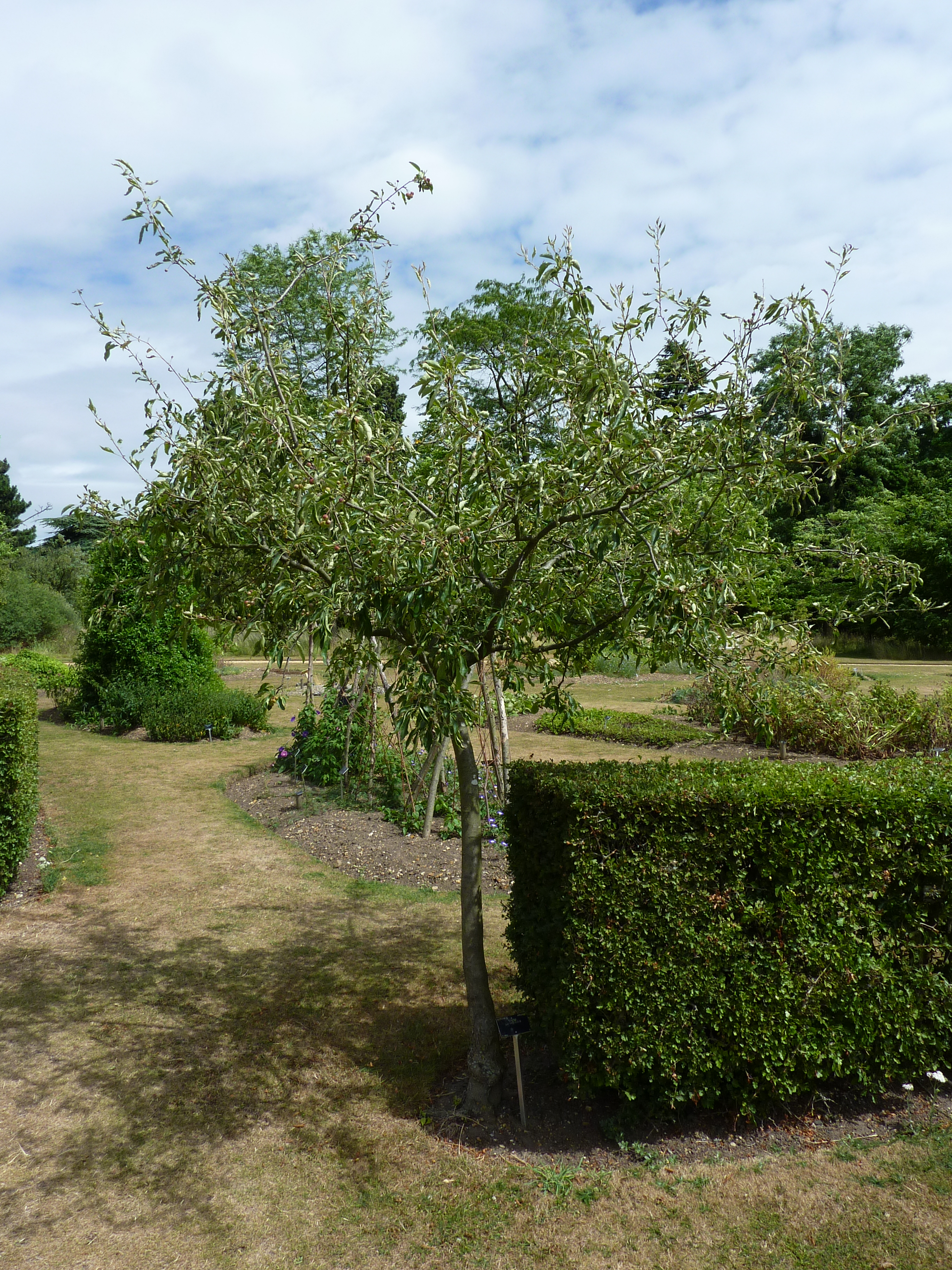